# Psicosi
|  | Per a altres significats, vegeu «Psicosi (desambiguació)». |

Psicosi és un terme psiquiàtric genèric que designa un estat mental en què el pensament i la percepció estan severament deteriorats.
Les persones que experimenten un episodi psicòtic poden patir 
al·lucinacions i creences il·lusòries (per exemple il·lusions de grandesa o paranoies), demostrar canvis en la personalitat i exhibir pensaments desorganitzats (vegeu trastorn del pensament). Això va sovint acompanyat per la negació de l'inusual i l'estrany de la naturalesa d'aquest comportament, dificultats amb la interacció social i impediments per a portar endavant les activitats de la vida diària. Un episodi psicòtic se sol descriure implicant una pèrdua de contacte amb la realitat.

## Generalitats
La psicosi és considerada per la psiquiatria general com un símptoma d'una malaltia mental severa, però no és un diagnòstic en si mateixa. Tot i que no està exclusivament lligada a cap estat físic o psicològic particular, està particularment associada amb l'esquizofrènia, el trastorn bipolar (depressió maníaca) i la depressió clínica severa. També hi ha patologies físiques que poden induir un estat psicòtic, incloent traumatismes cerebrals o altres trastorns neurològics, intoxicació per drogues i síndromes de dolor entre d'altres.
El terme psicosi s'hauria de distingir del concepte alienació mental, que és un terme legal quan es considera que una persona no és criminalment responsable dels seus actes. També s'ha de distingir de la psicopatia, un trastorn de la personalitat sovint associat amb la violència, la manca d'empatia i comportaments socials manipuladors. Tot i que ambdós termes se solen denominar col·loquialment "psicosi", l'arrel de la psicopatia, particularment pel que fa a la violència, rarament es dona en la psicosi i la distorsió perceptual de la realitat rarament es dona en la psicopatia.
La psicosi també s'ha de distingir de l'estat de deliri, en el qual un individu psicòtic pot ser capaç de dur a terme accions que requereixen un alt nivell d'esforç intel·lectual amb la consciència clara. Finalment, s'ha de distingir de malaltia mental. La psicosi es pot mirar com un símptoma d'altres malalties mentals, però com a concepte descriptiu no es considera pròpiament una malaltia. Per exemple, persones amb esquizofrènia poden tenir llargs períodes sense psicosi i persones amb trastorn bipolar i depressió poden tenir símptomes en el caràcter però sense psicosi. A la inversa, la psicosi es pot produir en persones sense cap malaltia mental crònica, com a resultat d'una reacció adversa a les drogues o un estrès extrem.
Estats psicòtics ocorreguts després d'un ús de droga poden estar particularment lligades a una sobredosi, ús crònic o recessió del consum. Alguns compostos poden ser més propensos a induir psicosi i alguns individus poden mostrar una sensibilitat més gran que d'altres. Algunes drogues "de carrer", com la cocaïna, les amfetamines, el PCP i els al·lucinògens estan particularment lligades al desenvolupament de psicosis.
La intoxicació amb drogues que tenen efectes generals depressius en el sistema nerviós central (especialment alcohol i barbitúrics) no tendeixen a causar psicosi durant l'ús, i fins i tot poden disminuir o alleugerir l'impacte dels símptomes en algunes persones. En canvi la desintoxicació d'aquestes drogues sí que pot produir psicosi o deliri.
També se sap que l'estrès psicològic contribueix a o dispara estats psicòtics. Tant una història d'incidents traumàtics experimentats durant la vida, com l'experiència recent d'un succés estressant, es creu que contribueixen al desenvolupament de la psicosi. Una psicosi breu disparada per l'estrès es coneix com a psicosi reactiva breu.
La falta de son també ha estat lligada a la psicosi, tot i que hi ha poques evidències que sigui un factor de risc per a la majoria de persones. Alguns pacients experimenten certs tipus d'al·lucinacions, mentre que experiències sensorials o pensaments inusuals apareixen quan es desperten o al moment d'adormir-se. Aquests són, de tota manera, fenòmens normals del son i no es consideren signes de psicosi.
Durant els 1960 i 1970, les psicosis van ser d'interès particular per als crítics contraculturals de les pràctiques mèdiques generals, que argumentaven que podia ser només una altra manera de construir la realitat i no necessàriament un senyal de malaltia. Per exemple, R. D. Laing argumentava que la psicosi és un medi simbòlic d'expressar preocupacions en situacions en les quals aquests punts de vista podrien no ser benvinguts o resultar inquietants per als receptors. Laing va continuar afirmant que la psicosi podria també ser vista com una experiència transcendent amb aspectes curatius i espirituals. Thomas Szasz es va centrar en les implicacions socials d'etiquetar persones com a psicòtics; una etiqueta que, argumentava, que medicalitzava injustament visions diferents de la realitat perquè la societat pogués controlar aquesta gent no ortodoxa.
En general, de tota manera, els avanços tant en el diagnòstic com en l'estudi científic de la psicosi han portat cap a teories que porten a la biologia, la psicologia cognitiva i la neuropsicologia a ser generalment acceptades com a explicacions. Als Estats Units i Europa, pocs professionals de reputació, des dels anys de 1990 han abordat la psicosi fora del marc de referència científic.
La medicació antipsicòtica és normalment el tractament principal per a la psicosi i potencialment pot minimitzar o eliminar els símptomes en un temps relativament curt. La teràpia cognitivo-conductual està recomanada actualment per moltes organitzacions clíniques estàndard com un tractament efectiu per a la psicosi.
Etimologia: La paraula "psicosi" va ser utilitzada per primer cop per Ernst von Feuchtersleben el 1845 com a alternativa de bogeria i mania i prové de les paraules gregues "psykhe" (ment) i "osis" (malaltia o condició anormal). La paraula va ser utilitzada per a distingir trastorns que es creia que eren trastorns de la ment, en oposició a les neurosis, que es creia que radicava en un trastorn del sistema nerviós.

## L'experiència psicòtica
Un episodi psicòtic pot ser significativament variat segons el caràcter. Per exemple, les persones experimentant un episodi psicòtic en el context de la depressió poden tenir deliris o al·lucinacions persecutòries o auto-culpabilitzadores, mentre que les persones experimentant un episodi psicòtic en el context de la mania poden crear deliris de grandesa o tenir una experiència de profunda significació religiosa.
Tot i que normalment és dolorós i es veu com un procés malaltís, algunes persones que experimenten psicosi hi troben aspectes beneficiosos i valoren l'experiència o les revelacions que venen d'aquesta.

### Al·lucinacions
Les al·lucinacions es defineixen com a percepcions sensorials en absència d'estímul extern. Són diferents de les il·lusions, que són la mala percepció dels estímuls externs. Les al·lucinacions poden donar-se en qualsevol dels cinc sentits i prendre gairebé qualsevol forma, cosa que inclou des de sensacions simples (com llums, colors, gustos, olors) fins a experiències més significatives com veure i interaccionar amb animals i persones completament formades, escoltar veus i sensacions tàctils complexos.
Les al·lucinacions auditives, en particular l'experiència de sentir veus, són una característica comú i sovint preeminent de la psicosi. Les veus al·lucinades poden parlar sobre o a la persona, i poden involucrar veus de diferents persones. Les al·lucinacions auditives tendeixen a ser doloroses quan són despectives, ordres o preocupants. De tota manera, l'experiència de sentir veus no és sempre necessàriament negativa segons alguns experts.

### Deliris i paranoia
La psicosi pot involucrar creences delirants o paranoiques. Karl Jaspers va classificar els deliris psicòtics entre els tipus "primaris" i "secundaris". Els deliris primaris els definí com a fora de lloc i incomprensibles en termes dels processos mentals normals, mentre que els secundaris serien comprensibles en el marc de la situació actual de la persona o de la seva història personal.

### Trastorns del pensament
El trastorn formal del pensament descriu una distorsió subjacent del pensament conscient i es classifica bàsicament pels seus efectes en la parla i l'escriptura. Les persones afectades poden mostrar una necessitat imperiosa de parlar (parlant incessantment i ràpida), desviació o canvis en les idees (canviant el tema a mitja frase o inapropiadament), bloqueig del pensament i construcció de rimes i jocs de paraules.

### Falta de perspectiva
Una característica important i enigmàtica de la psicosi és que normalment va acompanyada de falta de perspectiva sobre el que és inhabitual o estrany en la naturalesa de l'experiència o el comportament de la persona. Fins i tot en el cas d'una psicosi aguda, els que la pateixen poden semblar totalment inconscients que les seves vívides al·lucinacions i deliris impossibles són, en cap aspecte, irreals. Això no és sempre així; de tota manera, la perspectiva pot variar segons la persona i al llarg de la duració de l'episodi psicòtic.
En alguns casos, particularment en les al·lucinacions auditives i visuals, el pacient té bona perspectiva i això fa l'experiència psicòtica encara més terrorífica, ja que el pacient s'adona que no hauria d'estar sentint veus, però les sent.

## La comprensió mèdica de la psicosi
Hi ha diverses possibles causes per a la psicosi. La psicosi pot ser el resultat d'una malaltia mental subjacent com ara el trastorn bipolar (conegut també per depressió maníaca) o l'esquizofrènia. La psicosi també pot ser accionada o agreujada per un estrès mental sever i altes dosis o ús crònic de drogues com les amfetamines, l'LSD, el PCP o la cocaïna. De tota manera, la incidència de la psicosi com a resultat d'una sola administració de qualsevol droga és poc freqüent, tot i que hi ha casos registrats en la literatura mèdica, cosa que suggereix que la sensibilitat d'una persona a nous compostos pot ser impredictible. Abandonar sobtadament algunes drogues depressores del sistema nerviós central, com l'alcohol i les benzodiazepines, pot activar també episodis psicòtics.
La divisió de les principals psicosis en trastorn maniaco-depressiu (actualment anomenat trastorn bipolar) i demència precoç (avui dita esquizofrènia) va ser feta per Emil Kraepelin, que va intentar crear una síntesi dels diversos trastorns mentals identificats pels psiquiatres del segle xix, agrupant les malalties basant-se en la classificació dels símptomes comuns. Kraepelin va usar el terme 'trastorn maniaco-depressiu' per a descriure tot l'espectre de trastorns de la personalitat en un sentit molt més ampli del que es fa servir avui dia. En la classificació de Kraeplin això inclouria la depressió clínica 'unipolar', així com el trastorn bipolar i altres trastorns de la personalitat. L'esquizofrènia es caracteritza per episodis psicòtics que aparentment no estan relacionats amb trastorns del caràcter i la majoria de pacients no medicats mostren signes de trastorn entre els episodis psicòtics.
Els episodis psicòtics poden variar en durada entre els individus. En la psicosi reactiva breu, l'episodi psicòtic està directament relacionat a un succés vital específic i estressant, de manera que els pacients poden recuperar el funcionament normal en un parell de setmanes. En alguns casos poc freqüents, els individus poder restar en un estat psicòtic ple durant alguns anys, o potser tenir símptomes psicòtics atenuats (com al·lucinacions de baixa intensitat) presents la major part del temps.
Els pacients que passen un episodi psicòtic breu poden tenir la majoria de símptomes que es donen en persones que són psicòtiques com a resultat de (per exemple) esquizofrènia, i aquest fet ha estat utilitzat per a donar suport a la noció que la psicosi és bàsicament una fallada en algun sistema biològic específic en el cervell. La hipòtesi dopamínica de la psicosi va ser un dels primers, i encara populars, exemples d'una teoria basada en aquesta assumpció. De tota manera, hi ha molta controvèrsia al voltant de quant de pes s'ha de donar a aquestes teories exclusivament psicològiques, ja que ha esdevingut més clar que un ampli ventall d'influències (incloent factors ambientals, socials i de desenvolupament durant la infància) poden contribuir a l'experiència final de la psicosi.
També s'ha argumentat que la psicosi existeix en un continu, ja que tothom pot tenir alguna experiència inusual i potencialment distorsionadora de la realitat en la seva vida. Això ha estat sostingut per recerques que mostren que experiències com les al·lucinacions han estat experimentades per una gran part de la població que poden no haver estat mai impedits o ni tan sols estressats per les seves experiències¹⁰. Des d'aquest punt de vista, les persones diagnosticades amb una malaltia psicòtica podrien ser simplement un extrem d'un espectre on les experiències esdevenen particularment intenses o estressants.

### La psicosi des de la psicoanàlisi
Per la psicoanàlisi la psicosi és una organització de la subjectivitat en la qual Freud veu una forma específica de pèrdua de la realitat amb regressió de la libido sobre el jo i amb, eventualment, la constitució d'un deliri com a temptativa de curació. Per Lacan, el mecanisme constitutiu de la psicosi és la forclusió del nom del pare.

### Psicosi i el funcionament del cervell
La primera imatge del cervell d'una persona amb psicosi es va fer el 1935 utilitzant una tècnica anomenada pneumoencelografia (un procediment dolorós i ara obsolet en què el fluid cerebroespinal és drenat del voltant del cervell i substituït amb aire per permetre que l'estructura del cervell es mostri més clarament en una imatge per raigs X).
Els estudis moderns de les imatges del cervell, investigant els canvis en l'estructura i el funcionament de gent experimentant episodis psicòtics, han mostrat resultats complexos.
Un estudi del 2003 que va investigar canvis estructurals en els cervells de persones amb psicosi va demostrar que hi havia una reducció significativa de la substància grisa en el còrtex de les persones abans i després d'esdevenir psicòtics. Descobriments com aquest han portat a debatre si la psicosi és neurotòxica en si mateixa o si són els canvis potencialment destructius en el cervell els que estan relacionats amb la durada de l'episodi psicòtic. Investigacions recents han suggerit que aquest no és el cas tot i que la investigació continua.
Escànners funcionals del cervell han revelat que les àrees del cervell que reaccionen a les percepcions sensorials estan actives durant la psicosi. Per exemple, una tomografia per emissió de positrons o un escànner fMRI d'una persona que assegura que sent veus pot mostrar activitat del còrtex auditiu, o de parts del cervell involucrades en la percepció i la comprensió de la parla.
D'altra banda, encara no hi ha una definició psicològica suficientment clara de creença per a fer una comparació particularment vàlida entre persones diferents. Els estudis d'imatges del cervell en les il·lusions han confiat típicament en les correlacions entre els patrons d'activació del cervell i la presència de creences il·lusòries.
Un descobriment clar és que les persones amb tendència a tenir experiències psicòtiques sembla que mostrin una activitat més gran a l'hemisferi dret del cervell. Aquest nivell més alt d'activitat en l'hemisferi dret també s'ha trobat en persones sanes que tenen nivells alts de creences paranormals. i en persones que informen d'experiències místiques. També sembla el cas que les persones que són més creatives tendeixen més a mostrar un patró similar d'activació cerebral. Alguns investigadors s'han afanyat a assenyalar que això no suggereix de cap manera que les experiències paranormals, místiques i creatives siguin en absolut "per elles mateixes" un símptoma de malaltia mental, així com que no és clar què fa que algunes d'aquestes experiències siguin beneficioses mentre que d'altres porten els impediment o els senyals d'alarma de malalties mentals diagnosticables. De tota manera, la gent que han tingut experiències profundament diferents de la realitat o mantenen punts de vista o opinions inusuals han tingut tradicionalment un rol complex en la societat, amb alguns vistos com a excèntrics o bojos, mentre altres han estat alabats com a profetes o visionaris.
La psicosi ha estat tradicionalment associada al neurotransmissor dopamina. En particular, la hipòtesi dopamínica de la psicosi ha estat influent i afirma que la psicosi resulta d'una sobreactivitat de la funció dopamínica del cervell. Les dues fonts d'evidència més grans donades per a defensar aquesta teoria són que les drogues que bloquegen la dopamina (i.e. antipsicòtics) tendeixen a reduir la intensitat dels símptomes psicòtics, i que les drogues que incrementen l'activitat dopamínica (com les amfetamines i la cocaïna) poden activar la psicosi en algunes persones.
La connexió entre la dopamina i la psicosi es considera generalment com a complexa. Primer de tot, mentre que les drogues antipsicòtiques bloquegen els receptors de dopamina immediatament, acostumen a tardar una setmana o dues a reduir els símptomes de la psicosi. A més a més, noves i igualment efectives drogues antipsicòtiques bloquegen una mica menys de dopamina en el cervell que les drogues més velles, mentre que també afecten la funció de la serotonina, suggerint que la 'hipòtesi dopamínica' és bastament simplificada.
El psiquiatre David Healy ha criticat les companyies farmacèutiques per promocionar teories biològiques simplificades de les malalties mentals que semblen implicar la primacia dels tractaments farmacèutics mentre ignoren factors socials i de desenvolupament dels quals se sap que són influències importants en l'etiologia de la psicosi.
Algunes teories es miren molts dels símptomes psicòtics com un problema amb la percepció de la propietat dels pensaments generats internament i les experiències. Per exemple, l'experiència de sentir veus pot sorgir d'un discurs generat internament que és confosa per la persona psicòtica com a provinent d'una font externa.

### La marihuana i la psicosi
Actualment hi ha una evidència creixent d'una petita però significant relació entre el consum de cànnabis i la vulnerabilitat a la psicosi. Alguns estudis indiquen que el consum de cànnabis es correlaciona amb un augment lleu de l'experiència psicòtica, el qual pot disparar una psicosi completa en algunes persones. Estudis recents han estat criticats per no considerar altres drogues (com l'LSD) que els participants poden haver estat utilitzant també durant o abans de l'estudi, així com altres factors com la possible pre-existència de lesions de salut mental. De tota manera estudis més recents amb millors controls també han trobat un petit increment en el risc de psicosi per als consumidors de marihuana. Encara no és clar si això és una relació causal, i podria ser que el consum de marihuana només incrementés les probabilitats de psicosi en persones ja predisposades a aquesta. El fet que el consum de marihuana ha incrementat en les últimes dècades, mentre que la freqüència de la psicosi no, suggereix que no hi ha una relació causal directa per a tots els consumidors.

### Condicions no psiquiàtriques i psicosi
La psicosi pot ser una característica de diverses malalties, sovint quan el cervell o el sistema nerviós està directament afectat. De tota manera, el fet que la psicosi pugui ocasionalment aparèixer en paral·lel amb certes malalties (incloent-n'hi algunes com la grip o les galteres per exemple) suggereix que tota una gamma de circumstàncies que causen estrès en el sistema nerviós poden portar a una reacció psicòtica. La psicosi que sorgeix de condicions no psiquiàtriques es coneix com a 'psicosi secundària'. Els mecanismes pels quals això passa encara no estan clars, però la no especificitat de la psicosi ha portat Tsuang i els seus col·legues a argumentar que "la psicosi és la 'febre' de les malalties mentals, un indicador seriós però no específic".
Hi ha algunes condicions no psiquiàtriques que estan particularment associades a la psicosi, que poden incloure:
- Tumor cerebral
- Demència amb cossos de Lewy
- Hipoglucèmia
- Intoxicació
- Esclerosi múltiple

## En la literatura autobiogràfica anglosaxona
- Dick, Philip K. Valis. 1st Vintage Books ed.  Londres: Gollancz, 1991. ISBN 0-679-73446-5.
- Jamison, Kay R. An unquiet mind.  Nova York: A.A. Knopf, 1995. ISBN 0-679-44374-6.</ref>
- Schreber, Daniel Paul. Memoirs of my nervous illness.  Nova York: New York Review Books, 2000. ISBN 0-940322-20-X.</ref>
- McLean, Richard. Recovered, not cured : a journey through schizophrenia.  Crows Nest, N.S.W.: Allen & Unwin, 2003. ISBN 1-74115-134-1.